# Circul Slavia
Circul Slavia (titlul original: în cehă Cirkus bude!) este un film de comedie cehoslovac, realizat în 1954 de regizorul Oldřich Lipský, protagoniști fiind actorii Jaroslav Marvan, Irena Kacírková, Rudolf Deyl și Rudolf Hrusínský.

## Conținut
Câteva autobuze de turiști de la cooperativa agricolă aflați într-o excursie de o zi, ajung să vadă spectacolul la Circul Slavia. Dar au ghinion deoarece este luni, ziua în care angajații circului au ziua liberă. Singura persoană pe care liderul grupului, domnul Bláha o găsește în circul gol este directorul de scenă Liska și fata de la casierie, Marie. Într-o discuție aprinsă, Bláha îi demonstrează lui Liska faptul că turiștii și-au rezervat și și-au plătit biletele pentru acea noapte, încă în urmă cu trei luni. Din păcate, între timp, ziua liberă suplimentară a fost mutată de vineri pe luni. Nimeni din circ nu și-a amintit că o reprezentație de luni era deja rezervată. După o ceartă mai scurtă cu Bláha, Liska decide că turiștii vor vedea spectacolul lor. O trimite pe Maria să-i aducă pe artiștii de circ din toate locurile din jurul Pragei, de la arena de exerciții a artiștilor, de la apartamentele lor, de la Palatul Lucerna și chiar de la Hotelul „Central”, unde unul dintre artiști, are o nuntă...

## Distribuție
- Jaroslav Marvan – Liska, directorul de scenă al circului
- Irena Kacírková – casiera Marie
- Rudolf Deyl – Rudolfek, garderobierul numit Dolfín
- Frantisek Filipovský – directorul adjunct, Ostrý
- Miloš Nesvadba – bărbatul cu masca lui Zorro
- Karel Pavlík – spectatorul din Olešná
- Milka Balek-Brodská – gospodina cu bigudiuri
- Jarmila Bechynová – Jendova, mama acrobatului
- Josef Beyvl – nuntașul și circarul Kyska
- Emil Bolek – un nuntaș
- Mirko Cech – un nuntaș
- Frantisek Cerný – măcelarul Jarda Hálek
- Oldrich Dvorský – filfizonul
- Josef Steigl – recepționerul hotelului „Central”
- Karel Effa – taximetristul Karel
- Eman Fiala – dirijorul de la circ
- Ladislav Gzela – un spectator
- Josef Hlinomaz – taximetristul Josef
- Miloslav Homola – mirele
- Rudolf Hrusínský – Gustav Bláha, referentul cultural
- Josef Kemr – îmblânzitorul Jarda Hájek
- Blažena Slavíčková – o nuntașă
- Eva Klepácová – profesoara
- Frantisek Klika – un bărbat
- Milos Kopecký – Tonda, clovnul
- Frantisek Kreuzmann – un nuntaș
- Lubomír Lipský – Bedra, clovnul muzicant
- Ota Motycka – dirijorul fanfarei
- Jirí Sovák – îngrijitorul
- Eva Svobodová – menajera
- Václav Trégl – un spectator, Nacházel
- Vera Vachová – fata din Lucerne
- Meda Valentová – o nuntașă
- Bedrich Veverka – un nuntaș
- Jaroslav Vojta – Vorácek
- Bohus Záhorský – Maryska